# Central (Alasca)
Central é uma Região censo-designada localizada no estado americano de Alasca, no Distrito de Yukon-Koyukuk.

## Demografia
Segundo o censo americano de 2000, a sua população era de 134 habitantes.

## Geografia
De acordo com o United States Census Bureau, a localidade tem uma área de 646,1 km², dos quais 642,2 km² cobertos por terra e 3,9 km² cobertos por água.

## Localidades na vizinhança
O diagrama seguinte representa as localidades num raio de 120 km ao redor de Central.